# CONCACAF League 2019
La CONCACAF League 2019 è stata la 3ª edizione della CONCACAF League, per la prima volta ampliata a 22 partecipanti.

## Formula
Partecipano 22 squadre: tre ciascuno per Costarica, Guatemala, Honduras, Panama ed El Salvador, due per il Nicaragua, una per Belize e Canada, più le squadre piazzatesi dal secondo al quarto posto nel Campionato per club CFU. 12 squadre partecipano a un turno preliminare, le cui 6 vincenti si aggiungono alle altre 10 qualificate agli ottavi di finale. Tutti i turni sono a eliminazione diretta con partite di andata e ritorno.
Le migliori sei squadre si qualificano alla CONCACAF Champions League 2020.

## Date
| Turno            | Sorteggio                            | Andata                  | Ritorno            |
| ---------------- | ------------------------------------ | ----------------------- | ------------------ |
| Preliminare      | 30 maggio 2019 (Città del Guatemala) | 30 luglio-1 agosto 2019 | 6-8 agosto 2019    |
| Ottavi di finale | 30 maggio 2019 (Città del Guatemala) | 20-22 agosto 2019       | 27-29 agosto 2019  |
| Quarti di finale | 30 maggio 2019 (Città del Guatemala) | 24-26 settembre 2019    | 1-3 ottobre 2019   |
| Semifinali       | 30 maggio 2019 (Città del Guatemala) | 22-24 ottobre 2019      | 29-31 ottobre 2019 |
| Finale           | 30 maggio 2019 (Città del Guatemala) | 6 novembre 2019         | 26 novembre 2019   |

## Squadre partecipanti
| Nazione             | Slot  | Club               | Qualificazione                                                                                 |
| ------------------- | ----- | ------------------ | ---------------------------------------------------------------------------------------------- |
| Costa Rica 3 posti  | CRC 1 | San Carlos         | Campione Torneo Clausura 2019                                                                  |
| Costa Rica 3 posti  | CRC 2 | Herediano          | Campione Torneo Apertura 2018                                                                  |
| Costa Rica 3 posti  | CRC 3 | Saprissa           | Non campione meglio piazzata nella classifica aggregata 2018-2019                              |
| El Salvador 3 posti | SLV 1 | Águila             | Campione Torneo Clausura 2019                                                                  |
| El Salvador 3 posti | SLV 2 | Santa Tecla        | Campione Torneo Apertura 2018                                                                  |
| El Salvador 3 posti | SLV 3 | Alianza            | Non campione meglio piazzata nella classifica aggregata 2018-2019                              |
| Guatemala 3 posti   | GTM 1 | Guastatoya         | Campione Torneo Apertura 2018                                                                  |
| Guatemala 3 posti   | GTM 2 | Antigua GFC        | Campione Torneo Clausura 2019                                                                  |
| Guatemala 3 posti   | GTM 3 | Comunicaciones     | Non campione meglio piazzata nella classifica aggregata 2018-2019                              |
| Honduras 3 posti    | HON 1 | Motagua            | Campione Torneo Apertura 2018 e Torneo Clausura 2019                                           |
| Honduras 3 posti    | HON 2 | Olimpia            | Non campione meglio piazzata nella classifica aggregata 2018-2019                              |
| Honduras 3 posti    | HON 3 | Marathón           | Non campione seconda piazzata nella classifica aggregata 2018-2019                             |
| Panama 3 posti      | PAN 1 | Tauro              | Campione Torneo Apertura 2018                                                                  |
| Panama 3 posti      | PAN 2 | Indep. La Chorrera | Campione Torneo Clausura 2019                                                                  |
| Panama 3 posti      | PAN 3 | San Francisco      | Non campione meglio piazzata nella classifica aggregata 2018-2019                              |
| Nicaragua 2 posti   | NIC 1 | Managua            | Campione Torneo Apertura 2018                                                                  |
| Nicaragua 2 posti   | NIC 2 | Real Estelí        | Campione Torneo Clausura 2019                                                                  |
| Belize 1 posto      | BLZ 1 | Belmopan Bandits   | Campione Opening season 2018                                                                   |
| Canada 1 posto      | CAN 2 | Forge              | Prima nella classifica avulsa della Spring season della CPL 2019 fra le tre squadre fondatrici |
| CFU 3 posti         | CCC 2 | Waterhouse         | Secondo nel Campionato per club CFU 2019                                                       |
| CFU 3 posti         | CCC 3 | Capoise            | Terzo nel Campionato per club CFU 2019                                                         |
| CFU 3 posti         | CCC 4 | Robinhood          | Vincitore spareggio caraibico                                                                  |

## Sorteggio
Il sorteggio si è svolto a Città del Guatemala, il 30 maggio 2019. Le squadre sono state sorteggiate in un tabellone di tipo tennistico, che determina gli accoppiamenti di tutti i turni fino alla finale, nonché il fattore campo fino ai quarti di finale.
Le squadre sono divise in quattro urne, le prime due per le squadre che esordiscono dal turno preliminare, la terza e la quarta per gli accoppiamenti degli ottavi di finale. La disposizione nelle urne dipende da un indice elaborato dalla CONCACAF, che prende in considerazione i risultati nelle ultime cinque edizioni di Champions League e CONCACAF League. L'indice non viene calcolato per ogni singola squadra ma per gli "slot" assegnati a ogni paese.
I punti del coefficiente vengono così assegnati:
- 4 punti per ogni partecipazione alla Champions League
- 2 punti per ogni partecipazione alla CONCACAF League
- 3 punti per ogni vittoria
- 1 punto per ogni pareggio
- 1 punto per ogni turno superato in Champions League
- 0,5 punti per ogni turno superato in CONCACAF League
- 2 punti per la vittoria della Champions League
- 1 punto per la vittoria della CONCACAF League.[7]

| Urna   | Pos. | Slot  | Pt. 2014/15 | Pt. 2015/16 | Pt. 2016/17 | Pt. 2017/18 | Pt. 2017/18 | Pt. 2018/19 | Pt. 2018/19 | Totale |
| Urna   | Pos. | Slot  | CHL         | CHL         | CHL         | CL          | CHL         | CL          | CHL         | Totale |
| ------ | ---- | ----- | ----------- | ----------- | ----------- | ----------- | ----------- | ----------- | ----------- | ------ |
| Urna 1 | 1    | SLV 2 | 5           | 6           | 5           | 11,5        |             | 5           |             | 32,5   |
| Urna 1 | 2    | PAN 3 |             |             |             | 11          |             | 15          |             | 26     |
| Urna 1 | 3    | HON 3 |             |             |             | 2           |             | 21,5        |             | 23,5   |
| Urna 1 | 4    | CCC 3 | 4           | 5           | 4           | 5           |             | 5,5         |             | 23,5   |
| Urna 1 | 5    | GUA 2 | 8           | 8           | 6           |             |             |             |             | 22     |
| Urna 1 | 6    | CRC 3 | 0           |             |             | 2           |             | 19,5        | 0           | 21,5   |
| Urna 2 | 7    | BLZ 1 |             | 8           | 4           | 2           |             | 2           |             | 16     |
| Urna 2 | 8    | SLV 3 |             |             |             | 8,5         |             | 6,5         |             | 15     |
| Urna 2 | 9    | NIC 2 |             |             |             | 9,5         |             | 2           |             | 11,5   |
| Urna 2 | 10   | CCC 4 |             |             |             | 2           |             | 5           |             | 7      |
| Urna 2 | 11   | CAN 2 |             |             |             |             |             |             |             | 0      |
| Urna 2 | 12   | GUA 3 |             |             |             |             |             |             |             | 0      |

| Urna   | Pos.  | Slot                         | Pt. 2014/15                  | Pt. 2015/16                  | Pt. 2016/17                  | Pt. 2017/18                  | Pt. 2017/18                  | Pt. 2018/19                  | Pt. 2018/19                  | Totale                       |
| Urna   | Pos.  | Slot                         | CHL                          | CHL                          | CHL                          | CL                           | CHL                          | CL                           | CHL                          | Totale                       |
| ------ | ----- | ---------------------------- | ---------------------------- | ---------------------------- | ---------------------------- | ---------------------------- | ---------------------------- | ---------------------------- | ---------------------------- | ---------------------------- |
| Urna 3 | 1     | PAN 1                        | 4                            | 10                           | 20                           |                              | 8                            |                              | 12                           | 54                           |
| Urna 3 | 2     | CRC 2                        | 18                           | 9                            | 14                           |                              | 5                            | 3                            |                              | 49                           |
| Urna 3 | 3     | PAN 2                        | 8                            | 10                           | 8                            | 13                           |                              | 8,5                          |                              | 47,5                         |
| Urna 3 | 4     | HON 1                        | 15                           | 10                           | 11                           |                              | 5                            |                              | 4                            | 45                           |
| Urna 3 | 5     | CRC 1                        | 12                           | 10                           | 8                            |                              | 5                            |                              | 7                            | 42                           |
| Urna 3 | 6     | HON 2                        | 8                            | 11                           | 11                           | 2                            |                              | 3                            |                              | 35                           |
| Urna 3 | 7     | SLV 1                        | 4                            | 7                            | 9                            |                              | 7                            |                              | 5                            | 32                           |
| Urna 3 | 8     | GUA 1                        | 11                           | 8                            | 9                            |                              |                              |                              | 4                            | 32                           |
| Urna 4 | 9     | CCC 2                        | 10                           | 7                            | 5                            | 2                            |                              | 5                            |                              | 29                           |
| Urna 4 | 10    | NIC 1                        | 6                            | 4                            | 6                            | 5                            |                              | 5,5                          |                              | 26,5                         |
| Urna 4 | 11-16 | Vincitrici turno preliminare | Vincitrici turno preliminare | Vincitrici turno preliminare | Vincitrici turno preliminare | Vincitrici turno preliminare | Vincitrici turno preliminare | Vincitrici turno preliminare | Vincitrici turno preliminare | Vincitrici turno preliminare |

## Partite

### Tabellone
|  | Preliminare      | Preliminare | Preliminare |  |  | Ottavi             | Ottavi | Ottavi |  |            | Quarti             | Quarti | Quarti |  |         | Semifinali | Semifinali | Semifinali |  |          | Finale  | Finale | Finale |
|  |                  |             |             |  |  |                    |        |        |  |            |                    |        |        |  |         |            |            |            |  |          |         |        |        |
|  | Forge            | 2           | 0           |  |  |                    |        |        |  |            |                    |        |        |  |         |            |            |            |  |          |         |        |        |
|  | Forge            | 2           | 0           |  |  |                    |        |        |  |            |                    |        |        |  |         |            |            |            |  |          |         |        |        |
|  | Antigua GFC      | 1           | 0           |  |  | Forge              | 1      | 1      |  |            |                    |        |        |  |         |            |            |            |  |          |         |        |        |
|  | Antigua GFC      | 1           | 0           |  |  | Forge              | 1      | 1      |  |            |                    |        |        |  |         |            |            |            |  |          |         |        |        |
|  |                  |             |             |  |  | Olimpia            | 0      | 4      |  |            |                    |        |        |  |         |            |            |            |  |          |         |        |        |
|  |                  |             |             |  |  | Olimpia            | 0      | 4      |  |            |                    |        |        |  |         |            |            |            |  |          |         |        |        |
|  |                  |             |             |  |  |                    |        |        |  | Olimpia    | 2                  | 0      |        |  |         |            |            |            |  |          |         |        |        |
|  |                  |             |             |  |  |                    |        |        |  | Olimpia    | 2                  | 0      |        |  |         |            |            |            |  |          |         |        |        |
|  | Comunicaciones   | 2           | 1           |  |  |                    |        |        |  |            | Comunicaciones     | 0      | 0      |  |         |            |            |            |  |          |         |        |        |
|  | Comunicaciones   | 2           | 1           |  |  |                    |        |        |  |            | Comunicaciones     | 0      | 0      |  |         |            |            |            |  |          |         |        |        |
|  | Marathón         | 1           | 1           |  |  | Comunicaciones     | 2      | 0      |  |            |                    |        |        |  |         |            |            |            |  |          |         |        |        |
|  | Marathón         | 1           | 1           |  |  |                    |        | 0      |  |            |                    |        |        |  |         |            |            |            |  |          |         |        |        |
|  |                  |             |             |  |  | Guastatoya         | 1      | 0      |  |            |                    |        |        |  |         |            |            |            |  |          |         |        |        |
|  |                  |             |             |  |  | Guastatoya         | 1      | 0      |  |            |                    |        |        |  |         |            |            |            |  |          |         |        |        |
|  |                  |             |             |  |  |                    |        |        |  |            |                    |        |        |  | Olimpia | 2          | 1          |            |  |          |         |        |        |
|  |                  |             |             |  |  |                    |        |        |  |            |                    |        |        |  | Olimpia | 2          | 1          |            |  |          |         |        |        |
|  | Belmopan Bandits | 1           | 1           |  |  |                    |        |        |  |            |                    |        |        |  |         | Saprissa   | 0          | 4          |  |          |         |        |        |
|  | Belmopan Bandits | 1           | 1           |  |  |                    |        |        |  |            |                    |        |        |  |         | Saprissa   | 0          | 4          |  |          |         |        |        |
|  | Saprissa         | 3           | 3           |  |  | Saprissa           | 2      | 0      |  |            |                    |        |        |  |         |            |            |            |  |          |         |        |        |
|  | Saprissa         | 3           | 3           |  |  |                    |        |        |  |            |                    |        |        |  |         |            |            |            |  |          |         |        |        |
|  |                  |             |             |  |  | Águila             | 0      | 1      |  |            |                    |        |        |  |         |            |            |            |  |          |         |        |        |
|  |                  |             |             |  |  | Águila             | 0      | 1      |  |            |                    |        |        |  |         |            |            |            |  |          |         |        |        |
|  |                  |             |             |  |  |                    |        |        |  | Saprissa   | 3                  | 1      |        |  |         |            |            |            |  |          |         |        |        |
|  |                  |             |             |  |  |                    |        |        |  |            |                    |        |        |  |         |            |            |            |  |          |         |        |        |
|  | Robinhood        | 0           | 1           |  |  |                    |        |        |  |            | Indep. La Chorrera | 2      | 0      |  |         |            |            |            |  |          |         |        |        |
|  | Robinhood        | 0           | 1           |  |  |                    |        |        |  |            |                    |        |        |  |         |            |            |            |  |          |         |        |        |
|  | Capoise          | 0           | 1           |  |  | Robinhood          | 1      | 1      |  |            |                    |        |        |  |         |            |            |            |  |          |         |        |        |
|  | Capoise          | 0           | 1           |  |  |                    |        |        |  |            |                    |        |        |  |         |            |            |            |  |          |         |        |        |
|  |                  |             |             |  |  | Indep. La Chorrera | 1      | 2      |  |            |                    |        |        |  |         |            |            |            |  |          |         |        |        |
|  |                  |             |             |  |  | Indep. La Chorrera | 1      | 2      |  |            |                    |        |        |  |         |            |            |            |  |          |         |        |        |
|  |                  |             |             |  |  |                    |        |        |  |            |                    |        |        |  |         |            |            |            |  | Saprissa | 1       | 0      |        |
|  |                  |             |             |  |  |                    |        |        |  |            |                    |        |        |  |         |            |            |            |  | Saprissa | 1       | 0      |        |
|  | Alianza          | 5           | 1           |  |  |                    |        |        |  |            |                    |        |        |  |         |            |            |            |  |          | Motagua | 0      | 0      |
|  | Alianza          | 5           | 1           |  |  |                    |        |        |  |            |                    |        |        |  |         |            |            |            |  |          | Motagua | 0      | 0      |
|  | San Francisco    | 1           | 0           |  |  | Alianza            | 2      | 0      |  |            |                    |        |        |  |         |            |            |            |  |          |         |        |        |
|  | San Francisco    | 1           | 0           |  |  |                    |        |        |  |            |                    |        |        |  |         |            |            |            |  |          |         |        |        |
|  |                  |             |             |  |  | Tauro              | 0      | 1      |  |            |                    |        |        |  |         |            |            |            |  |          |         |        |        |
|  |                  |             |             |  |  | Tauro              | 0      | 1      |  |            |                    |        |        |  |         |            |            |            |  |          |         |        |        |
|  |                  |             |             |  |  |                    |        |        |  | Alianza    | 2                  | 0      |        |  |         |            |            |            |  |          |         |        |        |
|  |                  |             |             |  |  |                    |        |        |  | Alianza    | 2                  | 0      |        |  |         |            |            |            |  |          |         |        |        |
|  | Real Estelí      | 2           | 0           |  |  |                    |        |        |  |            | San Carlos         | 0      | 1      |  |         |            |            |            |  |          |         |        |        |
|  | Real Estelí      | 2           | 0           |  |  |                    |        |        |  |            |                    |        | 1      |  |         |            |            |            |  |          |         |        |        |
|  | Santa Tecla      | 1           | 1           |  |  | Santa Tecla        | 0      | 0 (2)  |  |            |                    |        |        |  |         |            |            |            |  |          |         |        |        |
|  | Santa Tecla      | 1           | 1           |  |  |                    |        | 0 (2)  |  |            |                    |        |        |  |         |            |            |            |  |          |         |        |        |
|  |                  |             |             |  |  | San Carlos (dtr)   | 0      | 0 (4)  |  |            |                    |        |        |  |         |            |            |            |  |          |         |        |        |
|  |                  |             |             |  |  | San Carlos (dtr)   | 0      | 0 (4)  |  |            |                    |        |        |  |         |            |            |            |  |          |         |        |        |
|  |                  |             |             |  |  |                    |        |        |  |            |                    |        |        |  | Alianza | 1          | 0          |            |  |          |         |        |        |
|  |                  |             |             |  |  |                    |        |        |  |            |                    |        |        |  | Alianza | 1          | 0          |            |  |          |         |        |        |
|  |                  |             |             |  |  |                    |        |        |  |            |                    |        |        |  |         | Motagua    | 1          | 3          |  |          |         |        |        |
|  |                  |             |             |  |  |                    |        |        |  |            |                    |        |        |  |         | Motagua    | 1          | 3          |  |          |         |        |        |
|  |                  |             |             |  |  | Waterhouse (dtr)   | 1      | 1 (7)  |  |            |                    |        |        |  |         |            |            |            |  |          |         |        |        |
|  |                  |             |             |  |  | Waterhouse (dtr)   | 1      | 1 (7)  |  |            |                    |        |        |  |         |            |            |            |  |          |         |        |        |
|  |                  |             |             |  |  | Herediano          | 1      | 1 (6)  |  |            |                    |        |        |  |         |            |            |            |  |          |         |        |        |
|  |                  |             |             |  |  | Herediano          | 1      | 1 (6)  |  |            |                    |        |        |  |         |            |            |            |  |          |         |        |        |
|  |                  |             |             |  |  |                    |        |        |  | Waterhouse | 0                  | 0      |        |  |         |            |            |            |  |          |         |        |        |
|  |                  |             |             |  |  |                    |        |        |  | Waterhouse | 0                  | 0      |        |  |         |            |            |            |  |          |         |        |        |
|  |                  |             |             |  |  |                    |        |        |  |            | Motagua            | 2      | 0      |  |         |            |            |            |  |          |         |        |        |
|  |                  |             |             |  |  |                    |        |        |  |            | Motagua            | 2      | 0      |  |         |            |            |            |  |          |         |        |        |
|  |                  |             |             |  |  | Managua            | 1      | 1      |  |            |                    |        |        |  |         |            |            |            |  |          |         |        |        |
|  |                  |             |             |  |  | Managua            | 1      | 1      |  |            |                    |        |        |  |         |            |            |            |  |          |         |        |        |
|  |                  |             |             |  |  | Motagua            | 2      | 1      |  |            |                    |        |        |  |         |            |            |            |  |          |         |        |        |
|  |                  |             |             |  |  | Motagua            | 2      | 1      |  |            |                    |        |        |  |         |            |            |            |  |          |         |        |        |

### Preliminare
| Squadra 1        | Totale | Squadra 2     | Andata | Ritorno |
| ---------------- | ------ | ------------- | ------ | ------- |
| Forge            | 2 - 1  | Antigua GFC   | 2 - 1  | 0 - 0   |
| Comunicaciones   | 3 - 2  | Marathón      | 2 - 1  | 1 - 1   |
| Belmopan Bandits | 2 - 6  | Saprissa      | 1 - 3  | 1 - 3   |
| Robinhood        | 1 - 1  | Capoise       | 0 - 0  | 1 - 1   |
| Alianza          | 6 - 1  | San Francisco | 5 - 1  | 1 - 0   |
| Real Estelí      | 2 - 2  | Santa Tecla   | 2 - 1  | 0 - 1   |

### Ottavi di finale
| Squadra 1      | Totale          | Squadra 2          | Andata | Ritorno |
| -------------- | --------------- | ------------------ | ------ | ------- |
| Forge          | 2 - 4           | Olimpia            | 1 - 0  | 1 - 4   |
| Comunicaciones | 2 - 1           | Guastatoya         | 2 - 1  | 0 - 0   |
| Saprissa       | 2 - 1           | Águila             | 2 - 0  | 0 - 1   |
| Robinhood      | 2 - 3           | Indep. La Chorrera | 1 - 1  | 1 - 2   |
| Alianza        | 2 - 1           | Tauro              | 2 - 0  | 0 - 1   |
| Santa Tecla    | 0 - 0 (2-4 dtr) | San Carlos         | 0 - 0  | 0 - 0   |
| Waterhouse     | 2 - 2 (7-6 dtr) | Herediano          | 1 - 1  | 1 - 1   |
| Managua        | 2 - 3           | Motagua            | 1 - 2  | 1 - 1   |

### Quarti di finale
| Squadra 1  | Totale | Squadra 2          | Andata | Ritorno |
| ---------- | ------ | ------------------ | ------ | ------- |
| Olimpia    | 2 - 0  | Comunicaciones     | 2 - 0  | 0 - 0   |
| Saprissa   | 4 - 2  | Indep. La Chorrera | 3 - 2  | 1 - 0   |
| Alianza    | 2 - 1  | San Carlos         | 2 - 0  | 0 - 1   |
| Waterhouse | 0 - 2  | Motagua            | 0 - 2  | 0 - 0   |

### Semifinali
Le partite di ritorno sono ospitate da Saprissa e Motagua perché hanno ottenuto più punti negli ottavi e nei quarti dei loro rispettivi avversari.
| Squadra 1 | Totale | Squadra 2 | Andata | Ritorno |
| --------- | ------ | --------- | ------ | ------- |
| Olimpia   | 3 - 4  | Saprissa  | 2 - 0  | 1 - 4   |
| Alianza   | 1 - 4  | Motagua   | 1 - 1  | 0 - 3   |

### Finale
La partita di ritorno è ospitata dal Motagua perché ha ottenuto più punti in ottavi, quarti e semifinali rispetto al Saprissa.
| Squadra 1 | Totale | Squadra 2 | Andata | Ritorno |
| --------- | ------ | --------- | ------ | ------- |
| Saprissa  | 1 - 0  | Motagua   | 1 - 0  | 0 - 0   |

## Qualificazione alla CONCACAF Champions League 2020
Si qualificano alla CONCACAF Champions League 2020 sei squadre: la vincitrice, la finalista, le due semifinaliste e le due migliori squadre eliminate ai quarti di finale. Per comporre la classifica non viene preso in considerazione il turno preliminare, le vittorie ai rigori danno diritto a tre punti come quelle ai tempi regolamentari.
| Slot | Squadra            | Pt         | G          | V          | N          | P          | GF         | GS         | DR         |
| ---- | ------------------ | ---------- | ---------- | ---------- | ---------- | ---------- | ---------- | ---------- | ---------- |
| CRC1 | Saprissa           | Vincitrice | Vincitrice | Vincitrice | Vincitrice | Vincitrice | Vincitrice | Vincitrice | Vincitrice |
| HON1 | Motagua            | Finalista  | Finalista  | Finalista  | Finalista  | Finalista  | Finalista  | Finalista  | Finalista  |
| HON2 | Olimpia            | 10         | 6          | 3          | 1          | 2          | 9          | 6          | +3         |
| SLV1 | Alianza            | 7          | 6          | 2          | 1          | 3          | 5          | 6          | -1         |
| CRC2 | San Carlos         | 7          | 4          | 2          | 1          | 1          | 1          | 2          | -1         |
| GUA1 | Comunicaciones     | 5          | 4          | 1          | 2          | 1          | 2          | 3          | -1         |
|      | Waterhouse         | 5          | 4          | 1          | 2          | 1          | 2          | 4          | -2         |
|      | Indep. La Chorrera | 4          | 4          | 1          | 1          | 2          | 5          | 6          | -1         |